# Il giocattolo
Il giocattolo è un film italiano del 1979 diretto da Giuliano Montaldo.

## Trama
Vittorio Barletta è un ragioniere romano trapiantato a Torino, che lavora come contabile presso una grande società di proprietà di un suo amico, Nicola Griffo, un individuo egoista e spregiudicato che non esita a sfruttarlo come prestanome in rischiose operazioni finanziarie al limite della legalità e ad adoperarlo come corriere di ingenti somme di denaro da depositare in banca. Vittorio conduce un'esistenza grama con sua moglie Ada, una donna dalla salute cagionevole. Un giorno, proprio dopo aver consegnato l'ennesima valigetta, Vittorio resta ferito ad una gamba durante una rapina scoppiata in un supermercato dove, con la moglie, stava facendo la spesa.
Dimesso dall'ospedale, egli frequenta per fini riabilitativi una palestra dove fa la conoscenza di Sauro Civera, un poliziotto napoletano con il quale stringe da subito una solida amicizia. Sentendosi vulnerabile e indifeso, Barletta decide di prendere il porto d'armi e acquistare una pistola, che però gli viene rubata non appena uscito dal negozio. Avendone denunciato il furto proprio a Sauro, quest'ultimo decide d'introdurlo al tiro al poligono, nella speranza di disincantarlo dai suoi propositi; tuttavia, durante le prove dimostra un talento naturale nell'uso delle armi da fuoco, così Sauro decide di regalargli una nuova arma da fuoco.
Una sera i due amici vanno al ristorante e Sauro riconosce fra i clienti un malvivente ricercato in compagnia di altri pregiudicati. Tenta di trarlo in arresto ma il criminale, accortosi di lui, lo anticipa freddandolo a bruciapelo. Vittorio, benché scosso per la morte dell'amico, impugna istintivamente la sua arma e apre il fuoco sulla comitiva in fuga, uccidendo uno dei complici, e diventando perciò un eroe mediatico. Da questo momento però la sua vita diviene un calvario, essendo continuamente minacciato di morte dagli altri complici, e, come se non bastasse, le condizioni di salute della moglie peggiorano drasticamente. Dopo l'ennesimo messaggio intimidatorio, culminato con l'incendio doloso della sua automobile, una sera i malviventi lo sorprendono fuori casa; egli dapprima si finge in preda al panico, ma, non appena il gruppo di criminali abbassa la guardia, estrae una pistola e, con freddezza, li neutralizza gambizzandoli. Sopraggiunta la polizia, gli agenti provvedono ad arrestare i malviventi, ma anche lo stesso Vittorio finisce in manette con l'accusa di eccesso colposo di legittima difesa, avendo la polizia scoperto che lo stesso era ricorso addirittura all'utilizzo di proiettili perforanti per affrontare i propri aggressori, sospettandovi dunque la premeditazione.
Scarcerato dopo alcuni giorni, al suo rientro a casa apprende che a sua moglie resta poco da vivere, mentre anche al lavoro, pur tra elogi e promozioni, viene in realtà sempre più marginalizzato, e finisce per chiudersi nella più totale solitudine ed impotenza. Patrizia, la figlia viziatissima di Griffo, per fare un torto al genitore con il quale ha un rapporto conflittuale, anche perché costretta a vivere sotto continua sorveglianza per il timore di rapimenti, si reca a casa di Vittorio, avendo intuito una cotta dell'uomo per la madre, e lo seduce. Quando il padre lo viene a sapere, furibondo non esita a licenziarlo in tronco, dovendo per caso anche riappropriarsi dei titoli in precedenza intestatigli fittiziamente. Sentendosi ormai ferito e abbandonato da tutti, Vittorio medita di vendicarsi e, armato, decide di recarsi dal suo vecchio datore di lavoro. Ada cerca disperatamente di dissuaderlo, ma di fronte alla sua fredda e tenace ostinazione gli spara, ferendolo mortalmente. Quando poi, affranta per il suo gesto, cerca disperatamente di chiamare qualcuno, il marito chiosa sardonicamente, prima di spirarle tra le braccia, che ormai più nessuno si scomoda per uno sparo.

## Produzione
Realizzato su un soggetto di Sergio Donati, il titolo di lavorazione del film era ...e io mi faccio la pistola, ciò in ossequio ad una certa tendenza dello sceneggiatore romano ad intitolare i propri copioni con delle frasi ad effetto, più che con semplici parole (basti pensare a Giù la testa e C'era una volta il West di Sergio Leone, Amico, stammi lontano almeno un palmo e Occhio alla penna di Michele Lupo od anche Sbatti il mostro in prima pagina di Marco Bellocchio). La pellicola presenta delle somiglianze con un film dell'anno precedente, L'arma di Pasquale Squitieri: entrambe le pellicole, pur con delle notevoli differenze di trama, mettono in scena la parabola d'un cittadino qualunque impantanato in una situazione affettiva e lavorativa problematiche che, nel difficile contesto sociale degli anni settanta, decide di acquisire un porto d'armi ed una pistola, arrivando - pur con i dovuti distinguo e con una differente conclusione - a farli assurgere a strumenti di catarsi.
Come poi riportato in un'intervista anni dopo, Manfredi sostenne d'aver discusso a lungo con il regista Montaldo sul giusto finale da imprimere alla pellicola, proponendo da parte sua l'idea dell'esplosione della feroce e cieca vendetta - e perciò pure rovina definitiva - del protagonista; alla fine si procedette con il finale attuale poiché, come sostenuto da Montaldo, un finale "vendicativo" ne sarebbe risultato contraddittorio con il tema portante, ovvero l'insicurezza del cittadino medio italiano in epoca di terrorismo e di recrudescenza criminale, facendolo risultare quasi un invito a provvedersi di un'arma innanzi all'impotenza delle istituzioni.